# Patricia Rhomberg
Pour les articles homonymes, voir Romberg.
Patricia Rhomberg, née le 15 septembre 1953 à Vienne est une actrice autrichienne de films pornographiques des années 1970.
Patricia Rhomberg est assistante médicale lorsqu’elle rencontre Hans Billian, réalisateur de films pornographiques dont elle devient  la petite amie. Elle joue rapidement dans plusieurs de ses courts-métrages dans lesquels sa silhouette (1,63 m) et son naturel sont remarqués et elle accède au statut de star lorsqu’elle apparaît dans le premier film d’un classique du cinéma porno « Josephine Mutzenbacher – Ce qu’elle était  vraiment », connu en France sous le titre « Insatiable Joséphine »  dont elle incarne le rôle-titre. Constatant l’énorme succès du film, se voyant affichée partout, elle prend peur et préfère abandonner une carrière prometteuse, retrouvant bien vite son métier dans le milieu médical.

## Filmographie
Ces films ont tous été réalisés par Hans Billian.
- Courts métrages tournés en 1975 :
  - Die Bühne (L'arène)
  - Hexy l'amour
  - Im Brummi bumst's sich besser (Dans Brummi, p….c’que c’est bon !)
  - Sanitätsgefreiter Neumann (Caporal de Santé Neumann)
  - Schwarzer Orgasmus (Orgie en noir)
  - Venus in Seide (Vénus en soie)
  - Wie rettet man eine Ehe? (Comment rater un mariage)
  - Die Wirtin von der Lahn (La concierge)
- 1975 : Im Gasthaus zum scharfen Hirschen (A l’hôtel des Grands Cerfs) (également: Bienenstich im Liebesnest (Piqure d’abeille dans le nid d’amour) ou encore Zimmermädchen machen es gerne (Les femmes de chambre font ça bien)
- 1976 : Josefine Mutzenbacher – Wie sie wirklich war (Joséphine Mutzenbacher- Ce qu'elle était vraiment ou Insatiable Joséphine)
- 1977 : Kasimir der Kuckuckskleber (Casimir le coucou ou Laissez faire vos fesses !)
- 1979 : Heiße Löcher, geile Strecher (Trous chauds, pénétrations excitantes ou  Les pucelles) (Seulement une apparition, sans scène de sexe)